# Liste der Kulturdenkmale im Kernerviertel

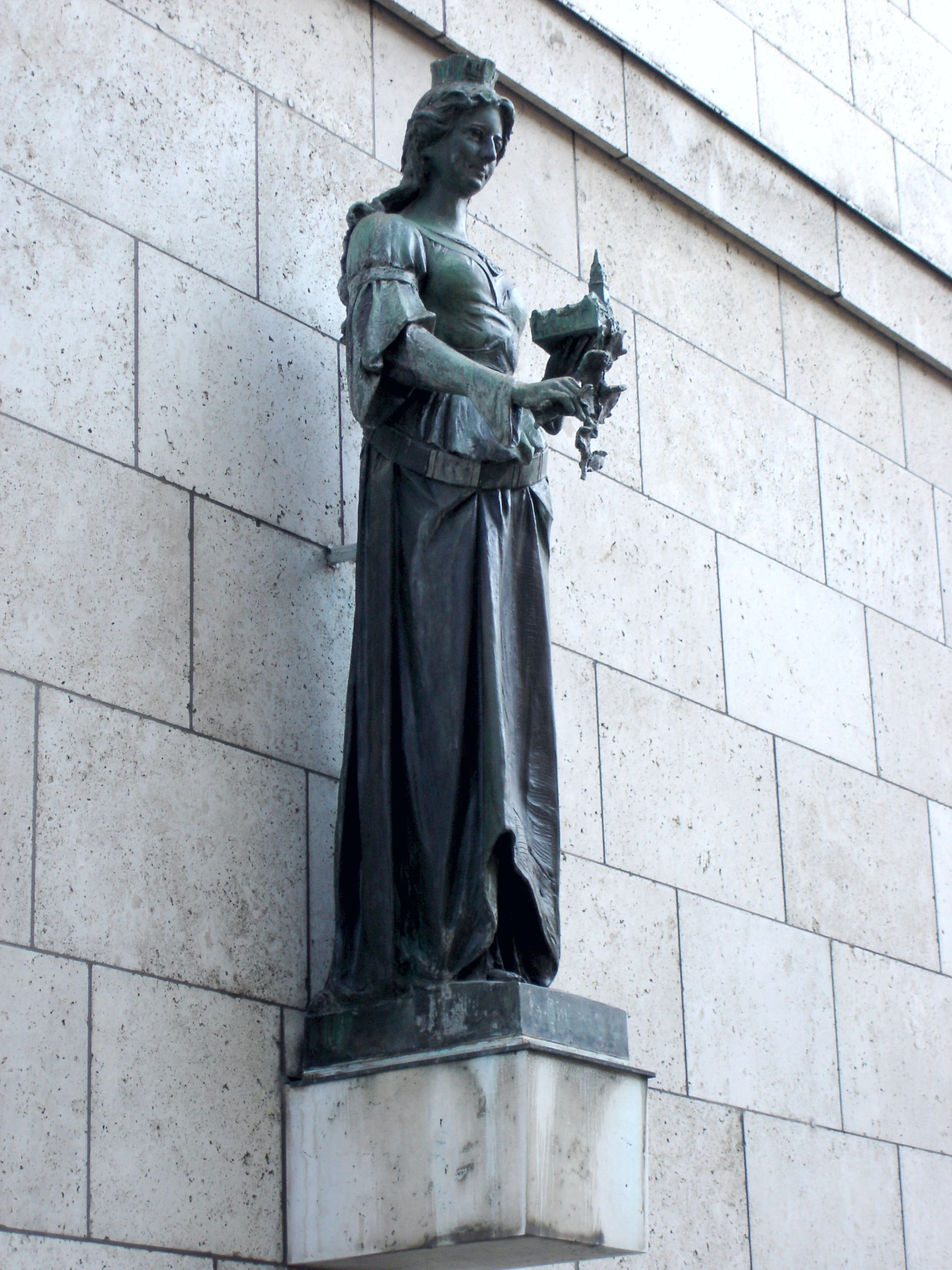
Stuttgardia

In der Liste der Kulturdenkmale im Kernerviertel sind alle unbeweglichen Bau- und Kunstdenkmale im Stuttgarter Stadtteil Kernerviertel aufgeführt, die in der Liste der Kulturdenkmale. Unbewegliche Bau- und Kunstdenkmale der Unteren Denkmalschutzbehörde für diesen Stadtbezirk Stuttgarts verzeichnet sind. Stand dieser Liste ist der 25. April 2008.  Die Liste wurde seitdem reduziert, so dass sich hier auch Objekte finden, die möglicherweise aktuell nicht mehr unter Denkmalschutz stehen.
Diese Liste ist nicht rechtsverbindlich. Eine rechtsverbindliche Auskunft ist lediglich auf Anfrage bei der Unteren Denkmalschutzbehörde der Stadt Stuttgart erhältlich.

## Legende
- Bild: Zeigt ein ausgewähltes Bild aus Commons, „Weitere Bilder“ verweist auf die Bilder im Medienarchiv Wikimedia Commons.
- Bezeichnung: Nennt den Namen, die Bezeichnung oder die Art des Kulturdenkmals.
- Lage: Straßenname und Hausnummer oder Flurstücknummer des Kulturdenkmals, gegebenenfalls auch den Ortsteil. Die Grundsortierung der Liste erfolgt nach dieser Adresse. Der Link (Karte) führt zu verschiedenen Kartendiensten mit der Position des Kulturdenkmals. Fehlt dieser Link, wurden die Koordinaten noch nicht eingetragen. Sind diese bekannt, können sie über ein Tool mit einer Kartenansicht einfach nachgetragen werden. In dieser Kartenansicht sind Kulturdenkmale ohne Koordinaten mit einem roten bzw. orangen Marker dargestellt und können durch Verschieben auf die richtige Position in der Karte mit Koordinaten versehen werden. Kulturdenkmale ohne Bild sind an einem blauen bzw. roten Marker erkennbar.
- Datierung: Baubeginn, Fertigstellung, Datum der Erstnennung oder grobe zeitliche Einordnung entsprechend des Eintrags in der zuständigen Denkmaldatenbank (Landesamt für Denkmalpflege Baden-Württemberg).
- Beschreibung: Kurzcharakteristik des Kulturdenkmals.

## Kulturdenkmale im Kernerviertel
| Bild           | Bezeichnung                                                                                     | Lage                                                    | Datierung       | Beschreibung | ID                       |
| -------------- | ----------------------------------------------------------------------------------------------- | ------------------------------------------------------- | --------------- | --- | ------------------------ |
| Weitere Bilder | Mietshäuser (Sachgesamtheit)                                                                    | Am Neckartor 18, 20 (Karte)                             | 1904–1907       | Jugendstil, Emil Rein Geschützt nach § 2 DSchG |                          |
| Weitere Bilder | Turm der Evangelischen Friedenskirche                                                           | Friedensplatz 1 (Karte)                                 | 1890–1892       | Historismus - Neoromanik, Conrad von Dollinger, Prof.; Wilhelm Rösch, Bildhauer Geschützt nach § 2 DSchG                                                |                          |
|                | Doppelmietshaus                                                                                 | Friedensplatz 7, 9 (Karte)                              | 1910–1912       | Neoklassizismus, Joseph August Lang Geschützt nach § 2 DSchG                                                                                            |                          |
|                | Mietshäuser mit Ladenlokalen (Sachgesamtheit)                                                   | Friedenstr. 1, 3, 5; Neckarstr. 120 (Karte)             | 1893            | Historismus - Neorenaissance, Carl Heim, Karl Hengerer Geschützt nach § 2 DSchG                                                                         |                          |
|                | Mietshäuser mit Ladenlokalen (Sachgesamtheit)                                                   | Friedenstr. 2; Neckarstr. 98, Schubartstr. 7, 9 (Karte) | 1902            | Historismus - deutsche Neorenaissance, Carl Heim und Heinz Sipple Geschützt nach § 2 DSchG                                                              |                          |
| Weitere Bilder | Mietshaus                                                                                       | Friedenstr. 12 (Karte)                                  | 1902            | Historismus - Neobarock, Jugendstil, Adolf und Carl Eckert, Werkmeister Geschützt nach § 2 DSchG                                                        |                          |
|                | Stützmauer                                                                                      | Haußmannstraße, Flst.Nr. 9100/1 (Karte)                 | 1890–1910       | Geschützt nach § 2 DSchG |                          |
| Weitere Bilder | Kernerbrünnele                                                                                  | Kernerplatz, Flst.Nr. 1314/4 (Karte)                    | 1934            | Carl Eisele, Bildhauer Geschützt nach § 2 DSchG |                          |
| Weitere Bilder | Mietshaus                                                                                       | Kernerstr. 15 (Karte)                                   | 1864–1865       | Klassizismus (Spätklassizismus), Friedrich Mehrer, Bauführer Geschützt nach § 2 DSchG                                                                   |                          |
| Weitere Bilder | Justinus-Kerner-Büste                                                                           | Kernerstr. 19 B (Karte)                                 | 1894            | Geschützt nach § 2 DSchG |                          |
|                | Doppelmietshaus mit Ladenlokal                                                                  | Kernerstr. 24 A, 24 B (Karte)                           | 1895            | Historismus - Neorenaissance, Alfred Wild Geschützt nach § 2 DSchG                                                                                      |                          |
| Weitere Bilder | Mietshaus einschließlich Einfriedungsgitter, Torbogen zur Staffel und Türblatt (Sachgesamtheit) | Kernerstr. 26 (Karte)                                   | 1895            | Historismus - Neorenaissance, Neobarock, Richard Zettler Geschützt nach § 2 DSchG                                                                       |                          |
|                | Mietshäuser (Sachgesamtheit)                                                                    | Kernerstr. 28, Schützenstr. 13 (Karte)                  | 1889–1890       | Historismus - Neorenaissance, Adolf und Carl Eckert, Werkmeister Geschützt nach § 2 DSchG                                                               |                          |
|                | Doppelmietshaus mit Ladenlokalen                                                                | Kernerstr. 29, 31 (Karte)                               | 1892            | Historismus - Neorenaissance, Carl Eckert, Werkmeister Geschützt nach § 2 DSchG                                                                         |                          |
| Weitere Bilder | Mietshäuser (Sachgesamtheit)                                                                    | Kernerstr. 32, 34 (Karte)                               | 1889–1890       | Historismus - Neorenaissance, Carl Eckert, Werkmeister Geschützt nach § 2 DSchG                                                                         |                          |
| Weitere Bilder | Mietshäuser mit Ladenlokal (Sachgesamtheit)                                                     | Kernerstr. 43, 45 (Karte)                               | 1882–1883       | Historismus - Neorenaissance, Ludwig Eisenlohr und Carl Weigle Geschützt nach § 2 DSchG                                                                 |                          |
|                | Mietshaus                                                                                       | Landhausstr. 26 (Karte)                                 | 1890–1900       | Historismus - Neorenaissance, Neobarock, Alfred Wild Geschützt nach § 2 DSchG                                                                           |                          |
|                | Mietshäuser (Sachgesamtheit)                                                                    | Landhausstr. 32, 34 (Karte)                             | 1898            | Jugendstil, Karl Blankenhorn, Werkmeister Geschützt nach § 2 DSchG                                                                                      |                          |
|                | Mehrfamilienhaus                                                                                | Landhausstr. 54 (Karte)                                 | 1904            | Historismus - Heimatstil, Carl Heim und Jacob Früh Geschützt nach § 2 DSchG                                                                             |                          |
| Weitere Bilder | Ruine des Lusthauses                                                                            | Mittlerer Schloßgarten, Flst.Nr. 673 (Karte)            | 1583–1593, 1902 | Renaissance, Georg Beer, Baumeister Geschützt nach § 12 DSchG                                                                                           |                          |
| Weitere Bilder | Franz-Liszt-Denkmal                                                                             | Mittlerer Schloßgarten, Flst.Nr. 673 (Karte)            | 1903            | Adolf Fremd, Bildhauer Geschützt nach § 2 DSchG |                          |
| Weitere Bilder | Eberhard-Denkmal                                                                                | Mittlerer Schloßgarten, Flst.Nr. 673 (Karte)            | 1881            | Paul Müller, Bildhauer Geschützt nach § 2 DSchG | Wikidata-Objekt anzeigen |
|                | Denkmal für das württembergische Grenadierregiment Königin Olga                                 | Mittlerer Schloßgarten, Flst.Nr. 673 (Karte)            | 1923            | Heimatstil 1920–1945, Fritz von Graevenitz, Bildhauer und Hauptmann a. D. Geschützt nach § 2 DSchG                                                      |                          |
|                | Doppelmietshaus mit Ladenlokalen                                                                | Neckarstr. 94, 96 (Karte)                               | 1893            | Historismus - Neobarock, G. Geißler, Werkmeister Geschützt nach § 2 DSchG                                                                               |                          |
|                | Mietshaus mit Ladenlokal (Teil einer SG)                                                        | Neckarstr. 98 (Karte)                                   |                 | Geschützt nach § 2 DSchG |                          |
|                | Mietshaus mit Ladenlokal (Teil einer SG)                                                        | Neckarstr. 120 (Karte)                                  |                 | Geschützt nach § 2 DSchG |                          |
|                | Wohn- und Geschäftshäuser                                                                       | Neckarstr. 136 (Karte)                                  | 1904            | Historismus, Müller W. Geschützt nach § 2 DSchG |                          |
|                | Mietshäuser mit Ladenlokalen (Sachgesamtheit)                                                   | Nikolausstr. 2, Werastr. 111 (Karte)                    | 1902–1905       | deutsche Neorenaissance, Neobarock, Jugendstil, Wilhelm Müller Geschützt nach § 2 DSchG                                                                 |                          |
| Weitere Bilder | Mehrfamilienhaus                                                                                | Sängerstr. 5 (Karte)                                    | 1884            | Historismus - Neorenaissance, Adolf und Carl Eckert, Werkmeister Geschützt nach § 2 DSchG                                                               |                          |
| Weitere Bilder | Sängerstaffel                                                                                   | Sängerstraße; Flst.Nr. 1340/2, 1340/3, 1340/4 (Karte)   | 1883–1887       | Historismus Geschützt nach § 2 DSchG |                          |
|                | Mietshaus                                                                                       | Schubartstr. 5 (Karte)                                  | 1904            | Historismus - Neogotik, deutsche Neorenaissance, J.V. Schweickart Geschützt nach § 2 DSchG                                                              |                          |
|                | Mietshaus mit Ladenlokal (Teil einer SG)                                                        | Schubartstr. 7 (Karte)                                  |                 | Geschützt nach § 2 DSchG |                          |
| Weitere Bilder | Mietshaus mit Ladenlokal (Teil einer SG)                                                        | Schubartstr. 9 (Karte)                                  |                 | Geschützt nach § 2 DSchG |                          |
|                | Mietshäuser z. T. mit Gaststätte (Sachgesamtheit)                                               | Schubartstr. 13, 15, 17; Urbanstr. 126. 132 (Karte)     | 1896–1898       | Historismus - Neorenaissance, Carl Heim und Heinz Sipple Geschützt nach § 2 DSchG                                                                       |                          |
|                | Mietshaus                                                                                       | Schützenstr. 6 (Karte)                                  | 1863            | Historismus - deutsche Neorenaissance, Karl Heim und Karl Hengerer Geschützt nach § 2 DSchG                                                             |                          |
| Weitere Bilder | Mietshäuser (Sachgesamtheit)                                                                    | Schützenstr. 8, 10 (Karte)                              | 1890            | Historismus - deutsche Neorenaissance, Adolf und Carl Eckert, Werkmeister Geschützt nach § 2 DSchG                                                      |                          |
| Weitere Bilder | Mietshaus (Teil einer SG)                                                                       | Schützenstr. 10 (Karte)                                 |                 | Geschützt nach § 2 DSchG |                          |
|                | Mietshaus (Teil einer SG)                                                                       | Schützenstr. 13 (Karte)                                 |                 | Geschützt nach § 2 DSchG |                          |
| Weitere Bilder | Mietshaus                                                                                       | Urbanstr. 53 (Karte)                                    | 1886            | Historismus - deutsche Neorenaissance, Adolf und Carl Eckert, Werkmeister Geschützt nach § 2 DSchG                                                      |                          |
|                | Mietshaus mit Ladenlokal                                                                        | Urbanstr. 55 (Karte)                                    | 1888            | Historismus - Neorenaissance, August Mayer und G. Heim Geschützt nach § 2 DSchG                                                                         |                          |
|                | Mietshaus                                                                                       | Urbanstr. 57 (Karte)                                    | 1888            | Historismus - Neorenaissance, Karl Friedrich Oelkrug, Werkmeister Geschützt nach § 2 DSchG                                                              |                          |
|                | Mehrfamilienhaus mit Ladenlokalen                                                               | Urbanstr. 59 (Karte)                                    | 1889            | Klassizismus (Spätklassizismus), Georg Kroener Geschützt nach § 2 DSchG                                                                                 |                          |
|                | Mietshaus mit Ladenlokal                                                                        | Urbanstr. 72 (Karte)                                    | 1886            | Historismus - Neorenaissance, August Mayer, Werkmeister Geschützt nach § 2 DSchG                                                                        |                          |
|                | Mietshaus                                                                                       | Urbanstr. 74 (Karte)                                    | 1888            | Historismus - Neorenaissance, Bernhard Schauz Geschützt nach § 2 DSchG                                                                                  |                          |
| Weitere Bilder | Doppelmietshaus                                                                                 | Urbanstr. 76, 78 (Karte)                                | 1887            | Historismus - Neorenaissance, August Mayer und G. Heim Geschützt nach § 2 DSchG                                                                         |                          |
|                | Mietshaus                                                                                       | Urbanstr. 95 (Karte)                                    | 1897            | Historismus - Neogotik, deutsche Neorenaissance, Paul Hauszer, Hofbaumeister Geschützt nach § 2 DSchG                                                   |                          |
| Weitere Bilder | Doppelmietshaus mit Ladenlokalen                                                                | Urbanstr. 104, 106 (Karte)                              | 1886            | Historismus - Neorenaissance, Ludwig Blankenhorn, Werkmeister Teil der Sachgesamtheit Urbanstraße 104, 106, 108, 110, 112, 114 Geschützt nach § 2 DSchG |                          |
| Weitere Bilder | Doppelmietshaus mit Ladenlokalen                                                                | Urbanstr. 108, 110 (Karte)                              | 1886            | Historismus - Neorenaissance, Ludwig Blankenhorn, Werkmeister Teil der Sachgesamtheit Urbanstraße 104, 106, 108, 110, 112, 114 Geschützt nach § 2 DSchG |                          |
| Weitere Bilder | Doppelmietshaus mit Ladenlokalen                                                                | Urbanstr. 112, 114 (Karte)                              | 1886            | Historismus - Neorenaissance, Ludwig Blankenhorn, Werkmeister Teil der Sachgesamtheit Urbanstraße 104, 106, 108, 110, 112, 114 Geschützt nach § 2 DSchG |                          |
|                | Mietshaus (Teil einer SG)                                                                       | Urbanstr. 126 (Karte)                                   |                 | Geschützt nach § 2 DSchG |                          |
|                | Mietshaus (Teil einer SG)                                                                       | Urbanstr. 132 (Karte)                                   |                 | Geschützt nach § 2 DSchG |                          |
| Weitere Bilder | Mietshaus mit Ladenlokal                                                                        | Werastr. 37 (Karte)                                     | 1893            | Historismus - Neorenaissance, August Mayer und G. Heim Geschützt nach § 2 DSchG                                                                         |                          |
|                | Mietshaus                                                                                       | Werastr. 39 (Karte)                                     | 1896            | Historismus - Neorenaissance, Neobarock, Carl Heim und Heinz Sipple Geschützt nach § 2 DSchG                                                            |                          |
|                | Mietshaus (einschließlich Einfriedung) Sachgesamtheit                                           | Werastr. 41 (Karte)                                     |                 | Historismus - Neorenaissance, Adolf und Carl Eckert, Werkmeister Geschützt nach § 2 DSchG                                                               |                          |
| Weitere Bilder | Mietshaus (einschließlich Einfriedung) Sachgesamtheit                                           | Werastr. 43 (Karte)                                     | 1895            | Historismus - Neorenaissance, Alfred Wild Geschützt nach § 2 DSchG                                                                                      |                          |
|                | Mietshaus mit Ladenlokal (einschließlich Gittertor) Sachgesamtheit                              | Werastr. 49 (Karte)                                     | 1902            | Historismus - deutsche Neorenaissance, Neobarock, Adolf Haro und Eugen Klaiber Geschützt nach § 2 DSchG                                                 |                          |
|                | Mietshaus (einschließlich Einfriedung) Sachgesamtheit                                           | Werastr. 50 (Karte)                                     | 1894            | Historismus - deutsche Neorenaissance, Adolf und Carl Eckert, Werkmeister Geschützt nach § 2 DSchG                                                      |                          |
|                | Mietshaus                                                                                       | Werastr. 51 (Karte)                                     | 1910            | Jugendstil (geometrischer), Neoklassizismus, Adolf und Carl Eckert, Werkmeister Geschützt nach § 2 DSchG                                                |                          |
|                | Mietshaus                                                                                       | Werastr. 52 (Karte)                                     | 1894            | Historismus - Neorenaissance, Alfred Wild Geschützt nach § 2 DSchG                                                                                      |                          |
|                | Mietshaus mit Ladenlokal (Teil einer SG)                                                        | Werastr. 111 (Karte)                                    |                 | Geschützt nach § 2 DSchG |                          |
|                | Doppelmietshaus (einschließlich Einfriedung) Sachgesamtheit                                     | Werfmershalde 14, 16 (Karte)                            | 1910–1911       | Historismus - Neobarock, Neoklassizismus, Christian Wittmann und Rudolf Schweitzer Geschützt nach § 2 DSchG                                             |                          |